# Kathie Lee Gifford

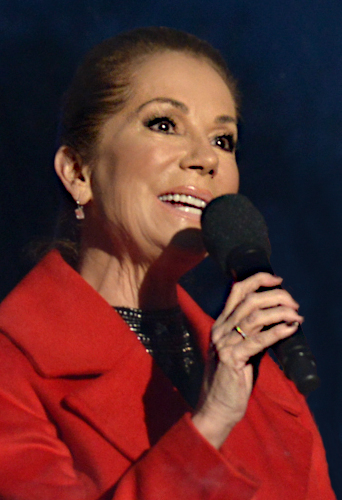
Kathie Lee Gifford im Jahr 2017

Kathie Lee Gifford, eigentlich Kathryn Lee Epstein (* 16. August 1953 in Paris, Frankreich) ist eine US-amerikanische Fernsehmoderatorin, Sängerin und Autorin. Sie moderierte zwischen 1988 und 2000 an der Seite von Regis Philbin die Morgen-Show Live with Regis and Kathie Lee und war von 2008 bis 2019 eine der Moderatorinnen der Sendung Today auf NBC.

## Leben
Kathie Lee Gifford wurde als Kathryn Lee Epstein 1953 in Paris geboren. Ihr Vater war ein dort stationierter amerikanischer Soldat. Gifford wuchs in Maryland auf und besuchte bis 1971 die High School in Bowie. Anschließend studierte sie an der Oral Roberts University in Tulsa, Oklahoma. Sie heiratete Paul Johnson und bekam einen Job als Sängerin in der Fernsehshow Name That Tune. 1983 trennte sie sich von Johnson. Ab 1985 arbeitete sie mit Regis Philbin zusammen im regionalen Morgenfernsehen; 1986 heiratete sie Frank Gifford. Zwei Jahre später wurde ihre Sendung mit Philbin als Live with Regis and Kathie Lee syndiziert.
Ab Februar 1995 wurde in Märkten der Kette Walmart eine Kathie-Lee-Gifford-Modelinie verkauft, für die Gifford nach Schätzungen 5 bis 11 Millionen Dollar einnahm und die auf Grund der schlechten Bezahlung der an der Herstellung beteiligten Arbeiter in Honduras und der schlechten Arbeitsbedingungen in die Kritik geriet.
Im Jahr 2000 verließ Gifford die Show Live with Regis and Kathie Lee, kurze Zeit später wurde sie von Kelly Ripa ersetzt. Zum Zeitpunkt ihres Rückzugs war die Show die vierterfolgreichste syndizierte Talk-Show, nach denen von Oprah Winfrey, Jerry Springer und Rosie O’Donnell. Ab 2008 war Gifford neben Hoda Kotb in der NBC-Sendung Today zu sehen. Ihre letzte Sendung wurde am 5. April 2019 ausgestrahlt.

## Filmografie
- 1965: Zeit der Sehnsucht (Days of our Lives)
- 1978–1979: Hee Haw Honeys
- 1992: Junge Schicksale (ABC Afterschool Specials)
- 1994: Evening Shade
- 1996–2000: Ein Hauch von Himmel (Touched By An Angel)
- 1997: Mother Goose: A Rappin’ and Rhymin’ Special
- 1998: Diagnose: Mord (Diagnosis Murder) Folge: Moderator des Todes
- 1998: Hercules
- 1999: Dudley Do – Right
- 1999: Hey Arnold!
- 2000: Hilfe, ich bin ein Supermodel! (Model Behavior)
- 2001: The Amanda Show
- 2001: Spinning Out of Control
- 2001: Just Shoot Me – Redaktion durchgeknipst (Just Shoot Me!)
- 2001: Drew Carey Show (The Drew Carey Show)
- 2004: Hope and Faith (Hope & Faith)
- 2004–2005: Higglystadt Helden (Higglytown Heroes)
- 2005: Raven blickt durch (That’s So Raven)
- 2010: Zack & Cody an Bord (The Suite Life on Deck)
- 2019: The Other Two (Fernsehserie, eine Folge)
- 2019: Weihnachtliche Begegnung – Liebe ist mehr als ein Zufall (A Godwink Christmas: Meant for Love, Fernsehfilm)
- 2022: Und dann kamst du (Then Came You)